# جراشه (روستا)
 جراشه  به عربی ( الَجراشَة )، روستایی است در دهستان مُسْتبا از توابع استان حَجّه در کشور یمن در شبه جزیره عربستان.

## جمعیت
جمعیت آن ( ۸۸) نفر (۹ خانوار) می‌باشد.